# あおもりカシス
あおもりカシスは、日本の地理的表示保護制度（GI）登録第1号となったすぐり類である。

## 概要
青森県東青地域1市4町（青森市、平内町、今別町、蓬田村、外ヶ浜町）の生産地、品種・栽培の方法・出荷規格・最終製品の各基準を満たした最終製品としての形態、果実が地理的表示である「あおもりカシス」の名称を使用する事ができる。
1市4町以外の青森県内（七戸町、佐井村、黒石市、弘前市）で生産されているカシスは「あおもり」という名称を用いることが出来ないため商品名には市町村の生産地名を取り入れる例が多い。但し、農産物の共通表示事項（食品表示基準第18条第1項）による表示として「カシス 青森県産（青森県産カシス）」という表示方法を行う産地が多い。

## 特徴
1965年、ドイツから導入された品種であるが、種苗法上での品種名は特定されていない。しかし、農林水産省の地理的表示保護制度登録の公示では品種「あおもりカシス」と記述がある。海外品種に比べ小粒で皮が厚い、酸味の中に甘みと苦味を有するのが特徴。品種改良が進む海外品種よりも自然に近いと考えられている。

## 歴史
昭和40年2月～7月、弘前大学部農学部教授 望月武雄氏が研修旅行中、ドイツの研究員から苗木提供の話しを受けるが持ち帰りを断念する。昭和40年秋、青森県東北町出身の代議士 米内山義一郎氏のドイツ視察計画を知った望月氏が苗木の持ち帰りを依頼。米内山氏は苗木、約50本を入手。分けられた苗木は望月氏が自宅で栽培を始める。大本の苗木は弘前大学藤崎農場や七戸町にも苗木が渡ったとされている。
昭和50年、自宅で栽培しているカシスを青森市農林部長へ紹介し、カシスの木を株分け行い青森市農業指導センターへ寄贈。昭和52年、青森市農業指導センターで増殖した苗木を同市農協婦人部へ提供し栽培を推奨したが酸味が強く生食に不向きなことから馴染まず、家庭栽培以上には普及しなかった。
昭和60年、改めて特産化を目指し「青森市管内農協婦人部農産加工振興会」（現在のあおもりカシスの会につながる前身団体）を発足するに至る。地道な活動の結果、青森県が日本一の生産地として全国から注目を集めることとなった。
平成27年、地理的表示保護制度（GI）登録第1号の登録を受けるに至った。

(注)地理的表示保護制度、生産行程管理業務規程を設けた平成27年以降、あおもりカシスと称する原種苗木は団体入会を条件に会員に対し配布しており、会員外に配付することはない。

## ゲノム解読
あおもりカシスは 1965年にドイツから持ち込まれたが正確な品種は不明。カシス品種間の科学的鑑別法も無い。ルーツの解明や品種保護の観点から弘前大学で行われた。比較は弘前大学藤崎農場のカシスと青森市浪岡栽培のあおもりカシス。結果、弘前大学藤崎農場由来カシスとあおもりカシス在来種は同じ品種であると結論付けられている。

## 登録生産者団体
- あおもりカシスの会[1]会長 林 健司

### 登録生産者団体の変遷
あおおもりカシスの会事務局は、青森市経済部あおもり産品・企業支援課内（青森市中央）から青森市農林水産部あおもり産品支援課内（青森市浪岡）と変更になり、令和3年6月23日の最新登録時点では青森県青森市栄町に事務局を置く

### 登録生産者団体の現状
健康ブームを背景にカシスの需要はあるが供給が追いついていない。登録生産者団体である同会の会員数はピーク時、約300人を数えたが、近年は高齢化など退会影響で約80人余りまで減り、総出荷量も2017年には11トンを超えていたが2021年は最少の3.2トンまで減少。